# Dwars door Vlaanderen 2024
De wielerwedstrijd Dwars door Vlaanderen vond in 2024 plaats op woensdag 27 maart. De wedstrijd kende een mannen- en vrouweneditie. 

## Mannen
Bij de 79e editie van de mannen, onderdeel van de UCI World Tour 2024, won de Amerikaan Matteo Jorgenson.
In aanloop naar de Kanarieberg, waarbij in een afdaling hard werd gereden, viel een groep favorieten waarvan Jasper Stuyven (Lidl-Trek) en Wout van Aert (Visma | Lease a Bike) er slecht vanaf kwamen. Stuyven brak zijn sleutelbeen, Van Aert ook nog diverse ribben. Mads Pedersen (Lidl-Trek) en Biniam Girmay (Intermarché-Wanty) liepen schaafwonden en kneuzingen op. De Kanarieberg was na feedback van renners al uit de Ronde van Vlaanderen gehaald. In de editie 2023 van de Ronde viel Girmay ook al in de aanloop naar de Kanarieberg. Die berg bleef wel in het parcours van Dwars door Vlaanderen zitten. De valpartij leidde meteen tot discussie of er überhaupt wel moet worden gekoerst.
Op de Kanarieberg (nog 66 km te gaan) reed Matteo Jorgenson (Visma | Lease a Bike) weg uit het peloton. Hij kreeg ploeggenoot Tiesj Benoot, Stefan Küng (Groupama-FDJ), Alberto Bettiol en Michael Valgren (beide EF Education-EasyPost) mee. Hierna maakte de twintigjarige Europees kampioen tijdrijden Joshua Tarling vanuit het peloton de oversteek.
Op de Ladeuze (40 km) kwamen de achtervolgers bij de restanten van de vroege vlucht. Op de kasseien van de Huisepontweg (27 km) trok Küng stevig door, zodat de vroege vluchters Casper Pedersen (Soudal Quick-Step), Pascal Eenkhoorn (Lotto Dstny), Dries De Pooter (Intermarché-Wanty) en Thomas Gachignard (TotalEnergies) moesten lossen. Jonas Abrahamsen (Uno-X) en Dries De Bondt (Decathlon AG2R La Mondiale Team) konden nog wel mee.
Bettiol viel aan op de Nokereberg (22 km). Kort daarna kreeg hij last van krampen en verdween hij naar de achtergrond. Op tien kilometer van de aankomst begon een serie aanvallen die drie kilometer later eindigde toen Jorgenson in zijn eentje wegreed. Het was de beslissende slag, want hij werd niet meer achterhaald. Abrahamsen won de sprint voor de tweede plek. Küng werd derde.

### Uitslag
| Plaats  | Naam              | Ploeg                      | tijd     |
| ------- | ----------------- | -------------------------- | -------- |
| Winnaar | Matteo Jorgenson  | Visma\|Lease a Bike        | 4u07'44" |
| 2       | Jonas Abrahamsen  | Uno-X Mobility             | +29"     |
| 3       | Stefan Küng       | Groupama-FDJ               | z.t.     |
| 4       | Tiesj Benoot      | Visma\|Lease a Bike        | z.t.     |
| 5       | Dries De Bondt    | Decathlon AG2R La Mondiale | z.t.     |
| 6       | Joshua Tarling    | INEOS Grenadiers           | + 44"    |
| 7       | Jonathan Milan    | Lidl-Trek                  | + 1'47   |
| 8       | Michael Valgren   | EF Education-EasyPost      | z.t.     |
| 9       | Mathias Norsgaard | Movistar Team              | z.t.     |
| 10      | Thomas Gachignard | TotalEnergies              | z.t.     |
|         |                   |                            |          |
| 14      | Danny van Poppel  | BORA-hansgrohe             | + 2'07"  |

## Vrouwen
Bij de vrouwen was deze 12e editie, onderdeel van de UCI Women's ProSeries-kalender van 2024. De wedstrijd werd voor het eerst gewonnen door Marianne Vos, die daarmee haar 250e professionele zege op de weg boekte.
Net nadat Puck Pieterse de finale had geopend op de Kanarieberg en Demi Vollering, Lotte Kopecky, Elisa Longo Borghini en Marianne Vos meekreeg, werd de koers stilgelegd na een ongeval in de volgkaravaan van de mannenkoers. Tussen Kluisbergen en Ronse botste de wagen van de koersdokter op een wagen van Soudal Quick-Step. De dokter was terug op weg naar het peloton, na de akelige val met Van Aert. De auto van de arts belandde in een greppel en de brandweer moest de dokter uit de auto bevrijden om hem naar het ziekenhuis te brengen. De koers werd na een half uur pauze hervat, waarbij de hellingen van de Knokteberg (5) en Hotond (6) werden overgeslagen.
Op de Ladeuze (7), 38 kilometer van het einde, trokken Fem van Empel en Pieterse door. Negen kilometer later, op de kasseistrook Doorn (4), viel Lidl-Trek met vijf rensters aan. Shirin van Anrooij en Longo Borghini sprongen weg kregen Letizia Paternoster, Vos en Pieterse mee. Ook Emma Norsgaard was mee, maar zij moest lossen en viel terug in het peloton. Ondertussen was Kopecky uit het peloton gesprongen en zij kon als enige bij de kopgroep aansluiten.
Shirin van Anrooij sprong op twaalf kilometer voor de meet weg uit de kopgroep en Vos sprong met haar mee. De samenwerking was goed, tot Van Anrooijs ploeggenote Elisa Longo Borghini in de achtervolging ging en Van Anrooij haar benen stil moest houden. Van Anrooij reed haar beste waardes ooit in de sprint à deux, maar dat was dit keer nog niet genoeg om Vos te kloppen.

### Deelnemende ploegen
Drieëntwintig ploegen gingen van start, waarvan dertien uit de World Tour en elf continentale ploegen. Canyon//SRAM Racing reed niet mee.

### Uitslag
| Plaats  | Naam                 | Ploeg                | tijd     |
| ------- | -------------------- | -------------------- | -------- |
| Winnaar | Marianne Vos         | Visma\|Lease a Bike  | 2u52'08" |
| 2       | Shirin van Anrooij   | Lidl-Trek            | z.t.     |
| 3       | Letizia Paternoster  | Liv AlUla Jayco      | + 19"    |
| 4       | Lotte Kopecky        | Team SD Worx-Protime | z.t.     |
| 5       | Puck Pieterse        | Fenix-Deceuninck     | z.t.     |
| 6       | Elisa Longo Borghini | Lidl-Trek            | z.t.     |
| 7       | Chiara Consonni      | UAE Team ADQ         | + 51"    |
| 8       | Arlenis Sierra       | Movistar Team        | z.t.     |
| 9       | Lucinda Brand        | Lidl-Trek            | z.t.     |
| 10      | Julie De Wilde       | Fenix-Deceuninck     | z.t.     |

1945 · 1946 · 1947 · 1948 · 1949 · 1950 · 1951 · 1952 · 1953 · 1954 · 1955 · 1956 · 1957 · 1958 · 1959 · 1960 · 1961 · 1962 · 1963 · 1964 · 1965 · 1966 · 1967 · 1968 · 1969 · 1970 · 1971 · 1972 · 1973 · 1974 · 1975 · 1976 · 1977 · 1978 · 1979 · 1980 · 1981 · 1982 · 1983 · 1984 · 1985 · 1986 · 1987 · 1988 · 1989 · 1990 · 1991 · 1992 · 1993 · 1994 · 1995 · 1996 · 1997 · 1998 · 1999 · 2000 · 2001 · 2002 · 2003 · 2004 · 2005 · 2006 · 2007 · 2008 · 2009 · 2010 · 2011 · 2012 · 2013 · 2014 · 2015 · 2016 · 2017 · 2018 · 2019 · 2020 · 2021 · 2022 · 2023 · 2024 · 2025

Lijst van beklimmingen
Tour Down Under ·
Great Ocean Road Race ·
Ronde van de Verenigde Arabische Emiraten ·
Omloop Het Nieuwsblad ·
Strade Bianche ·
Parijs-Nice · 
Tirreno-Adriatico · 
Milaan-San Remo ·
Ronde van Catalonië ·
Classic Brugge-De Panne ·
E3 Saxo Classic ·
Gent-Wevelgem ·
Dwars door Vlaanderen ·
Ronde van Vlaanderen ·
Ronde van het Baskenland ·
Parijs-Roubaix ·
Amstel Gold Race ·
Waalse Pijl ·
Luik-Bastenaken-Luik ·
Ronde van Romandië ·
Eschborn-Frankfurt ·
Ronde van Italië ·
Critérium du Dauphiné ·
Ronde van Zwitserland ·
Ronde van Frankrijk ·
Clásica San Sebastián ·
Ronde van Polen ·
Bretagne Classic ·
BEMER Cyclassics ·
Renewi Tour ·
Ronde van Spanje ·
GP van Quebec ·
GP van Montreal ·
Ronde van Lombardije ·
Ronde van Guangxi
Wielerweek van Valencia · 
Nokere Koerse · 
Dwars door Vlaanderen · 
Brabantse Pijl · 
Clásica Féminas de Navarra · 
GP Ciudad de Eibar ·  
Ronde van Thüringen · 
GP Stuttgart · 
Ronde van Emilia · 
Ronde van de Drie Valleien